# Promecidus
Promecidus is een kevergeslacht uit de familie van de boktorren (Cerambycidae). De wetenschappelijke naam van het geslacht werd voor het eerst geldig gepubliceerd in 1872 door Fåhraeus.

## Soorten
Promecidus omvat de volgende soorten:
- Promecidus cylindricus Aurivillius, 1913
- Promecidus flavipennis Aurivillius, 1915
- Promecidus linearis (Linnaeus, 1758)